# Ammocrypta pellucida
Ammocrypta pellucida е вид лъчеперка от семейство Percidae.

## Разпространение
Видът е разпространен в Канада и САЩ.
Обитава крайбрежията и пясъчните дъна на сладководни басейни, заливи, реки, потоци и канали.

## Описание
На дължина достигат до 8,4 cm.
Популацията на вида е стабилна.